# Britanniabrücke
Die Britanniabrücke ist eine Brücke über die Menai Strait in der Nähe von Bangor im Norden von Wales. Die von Robert Stephenson gebaute und 1850 eröffnete Britanniabrücke war ursprünglich eine zweigleisige Eisenbahnbrücke aus parallelen schmiedeeisernen Hohlkastenträgern zwischen hohen Mauerwerkspfeilern. Die Träger wurden 1970 durch einen Brand zerstört und mussten abgebrochen werden. An ihrer Stelle wurden Stahlfachwerkbögen errichtet und die Brücke zu einer kombinierten Eisenbahn- und Straßenbrücke umgebaut. Die erste Bahn konnte 1972 wieder über die Brücke fahren, der Ausbau zur Straßenbrücke wurde 1980 beendet.

## Lage
Die Brücke verbindet die Orte Penrhos-Garnedd, einen Vorort von Bangor auf der südlichen Seite der tief eingeschnittenen Menai Strait, und Llanfairpwllgwyngyll auf der nördlichen Seite, d. h. auf der Insel Anglesey. Sie wurde nicht an der nur 1,5 km  entfernten engsten Stelle der Menai Strait gebaut, da dort bereits die Menai-Brücke stand. In der Mitte zwischen den beiden Ufern steht der Britannia Rock, ein nur bei Ebbe aus dem Wasser ragender Felsen, auf dem der mittlere Pfeiler der nach ihm benannten Brücke errichtet werden konnte.

## Die erste Brücke (1850)

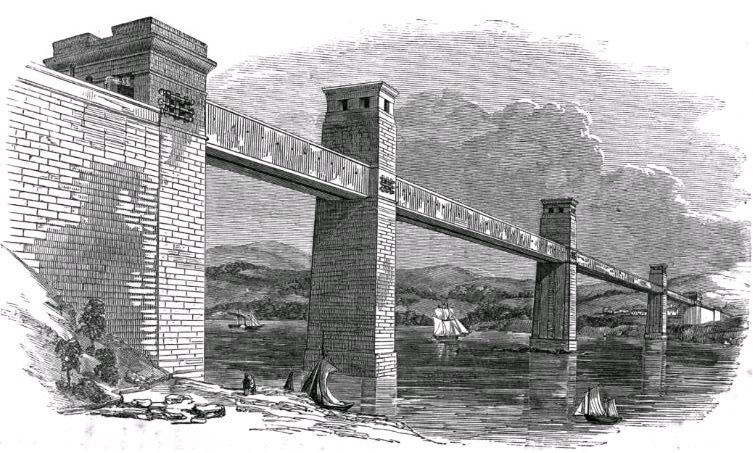
Eine Illustration der Britanniabrücke um 1852

### Beschreibung
Die erste Brücke bestand aus den drei noch existierenden, aus Steinblöcken gemauerten Pfeilern und den beiden weit in den Uferhang hineingebauten Widerlagern. Der mittlere Pfeiler auf dem Britannia Rock ist mit knapp 60 m (196 ft) über der Hochwasserlinie etwas höher als die beiden anderen, am Ufer stehenden Türme. Zwei schmiedeeiserne Hohlkästen für jeweils ein Gleis verliefen in geringem Abstand nebeneinander von einem Ufer durch zwei Durchlässe in den Widerlagern und Pfeilern zum anderen Ufer. Die Hohlkästen waren nur in den Türmen gelagert, ansonsten aber freitragend. Die Züge fuhren durch die Portale in den Widerlagern und durch die Hohlkästen wie durch einen Tunnel. Die Türme sind deutlich höher als die Hohlkästen, da sich Stephenson die Möglichkeit offen halten wollte, notfalls auch noch nach deren Einbau Tragketten wie bei einer Kettenbrücke anzubringen, was sich aber als nicht erforderlich erwies.
Die Brücke ist auf Höhe der Schienen insgesamt 561 m (1.841 ft) lang und hat eine lichte Höhe von 31,6 m (103,9 ft) über MHW. Die lichte Weite zwischen den Pfeilern beträgt jeweils 140 m (knapp 460 ft), die der äußeren Öffnungen über den Uferhängen jeweils 70 m (230 ft). Die Pfeiler bestehen aus sehr harten Kalksteinblöcken aus einem extra angelegten Steinbruch bei Penmon an der östlichen Spitze von Anglesey, das innere Mauerwerk dagegen aus einem weicheren, aber leicht zu verarbeitenden Sandstein aus Runcorn in Cheshire. Die Pfeiler haben einen rechteckigen Querschnitt und einen leichten Anzug; der mittlere Turm misst 18,9 m × 16,9 m an der Basis bzw. 16,7 m × 13,8 m in Höhe der Gleise; die Pfeiler am Ufer messen an der Basis 18,9 m × 15,9 m bzw. 16,7 m × 9,75 m in Höhe der Gleise.

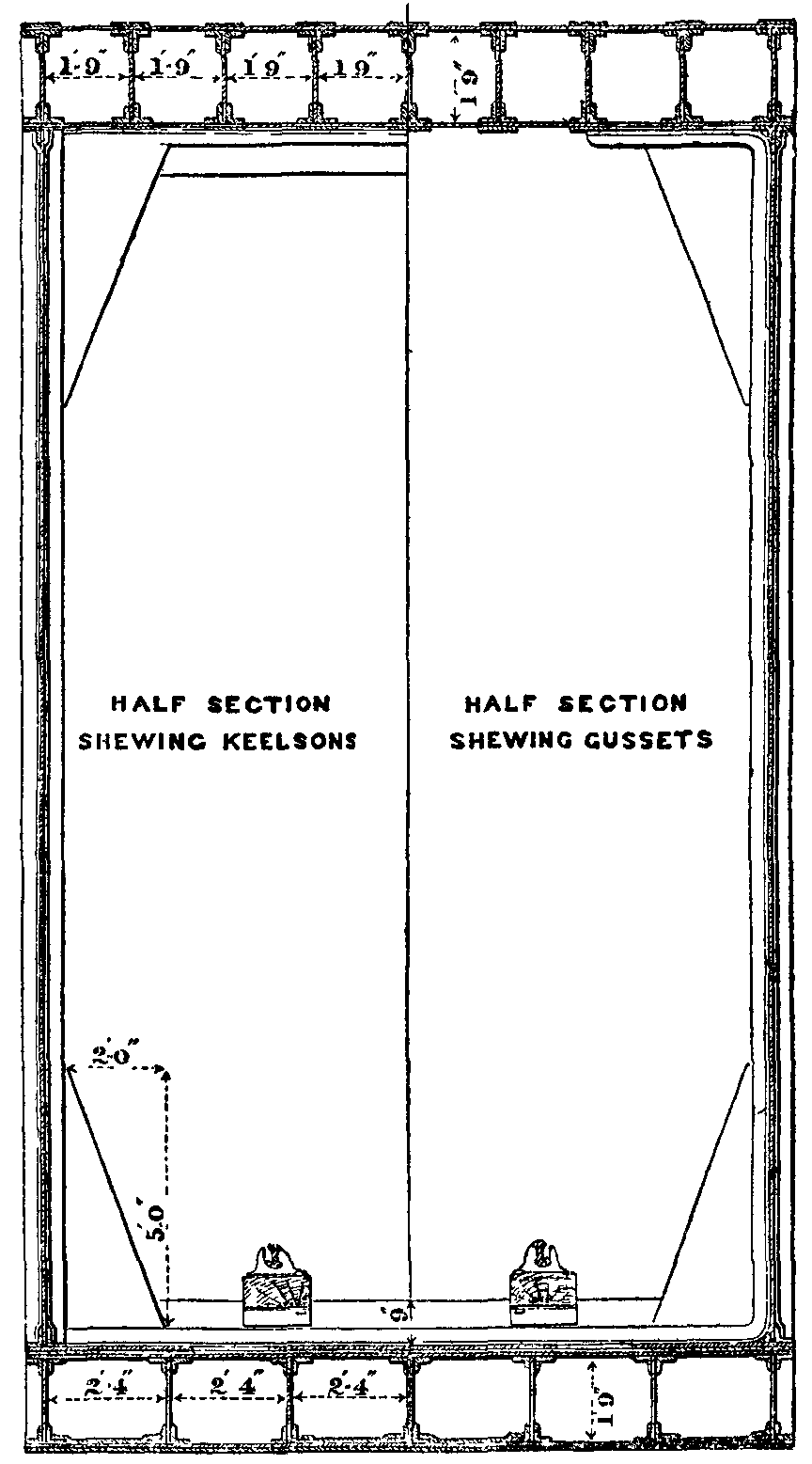
Querschnitt eines Hohlkastens mit Maßangaben

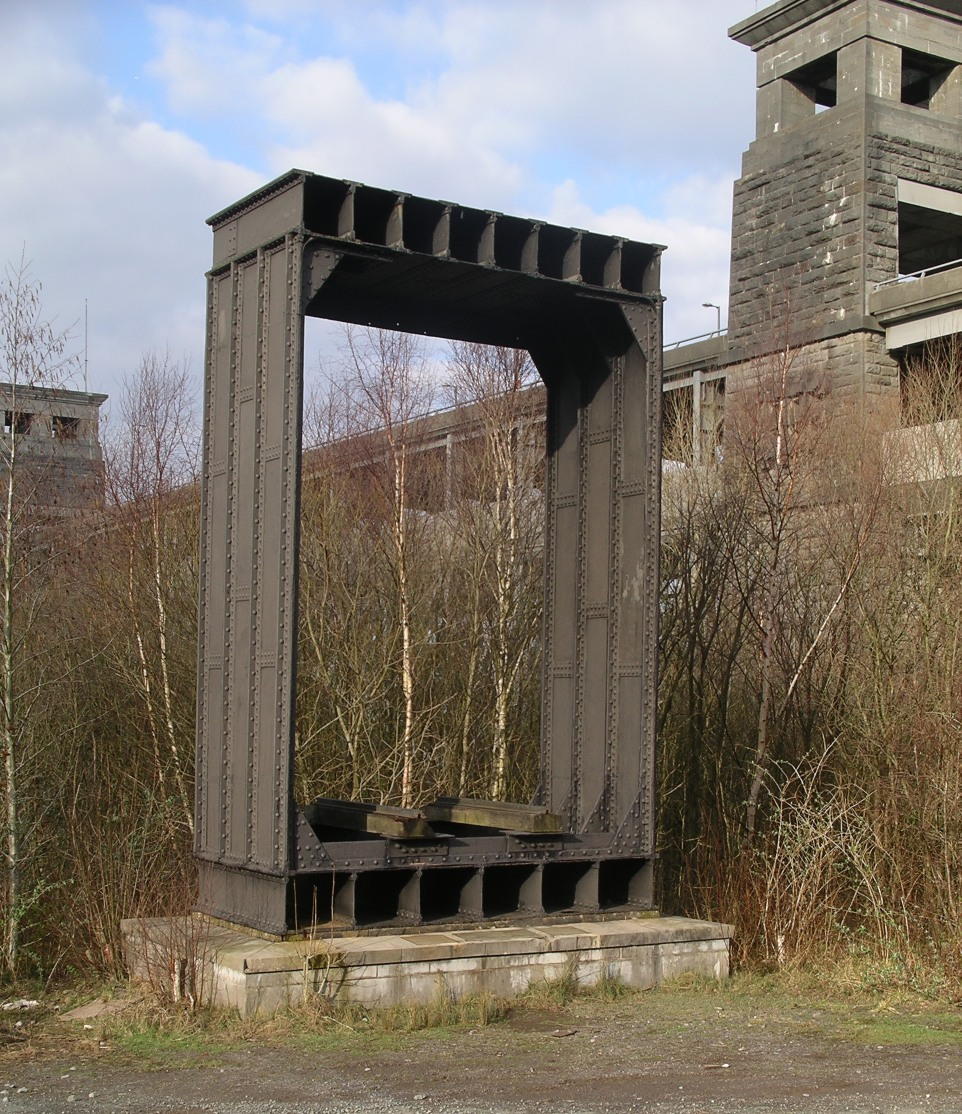
Originalteil der Britanniabrücke

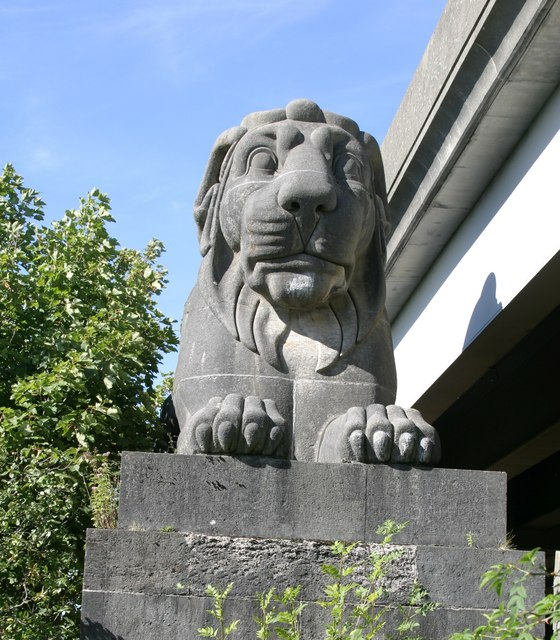
Einer der Löwen an den Einfahrten zur Brücke

Die beiden Hohlkästen für die Züge waren von Widerlager zu Widerlager durchlaufende Bauteile (nachdem man ihre einzelnen Abschnitte bei der Montage fest zu einem Durchlaufträger miteinander verbunden hatte). Mit einer Länge von 461,2 m (1.513 ft) und einem Gewicht von jeweils 5000 Tonnen waren sie die größten Stücke aus Schmiedeeisen, die je gebaut worden waren, und fast doppelt so schwer wie ein voll ausgerüstetes 120-Kanonen-Schiff.
Während der Boden für die Eisenbahn gerade und horizontal verlaufen musste, beschrieb das Dach eine parabolische Kurve. Die Bauhöhe der Hohlkästen fiel von 9,14 m (30 ft) in der Mitte im Britannia-Turm auf 6,93 m (22 ft 9″) in den Widerlagern ab (Außenmaße). Die Hohlkästen hatten doppelte Böden und Dächer, die in sechs bzw. acht Kammern unterteilt waren. Innen waren die Hohlkästen deshalb um 1,22 m (4 ft) niedriger als außen. Ihre Breite betrug innen 4,26 m (14 ft), das Lichtraumprofil war wegen der inneren Verstärkungsprofile jedoch etwas kleiner. Die Hohlkästen bestanden aus unterschiedlich langen und starken schmiedeeisernen Blechen; die längsten maßen 3,65 × 0,71 m und waren bis zu 2,44 cm stark – die größten und stärksten Bleche, die damals gewalzt werden konnten. Für die Verbindung aller Bleche der Brücke mussten 2 Millionen Niete geschlagen werden.
Die Wärmeausdehnung der Hohlkästen wurde mit maximal 30 cm berechnet. Sie wurden deshalb im mittleren Turm fixiert, in den anderen Türmen und auf den Widerlagern jedoch auf gusseisernen Rollen gelagert. An beiden Enden befanden sich  Schienenauszugsvorrichtungen.
Die Einfahrten zur Brücke sind mit großen steinernen Löwen verziert. Von weitem wirken sie eher bescheiden neben der großen Brücke, tatsächlich sind sie aber rund 4 m hoch und 7,6 m lang und wiegen jeweils rund 30 t. Sie stehen immer noch an ihrem ursprünglichen Platz neben den Bahngleisen. Von der neuen, über den Gleisen gebauten Straßenüberführung sind sie deshalb nicht zu sehen.

### Geschichte

#### Planungsphase
Die 1844 gegründete Chester and Holyhead Railway hatte Robert Stephenson mit dem Bau der Eisenbahnstrecke beauftragt, zu der die Überquerung der Menai Strait und des River Conwy gehörte, beides gezeitenabhängige Gewässer. Dabei stellte die über 300 m lange Britannia Bridge naturgemäß die größten Herausforderungen, auch wenn sie sich mit einem Pfeiler auf den Britannia Rock in der Mitte der Menai Strait abstützen konnte. Nur Hängebrücken konnten damals solche Weiten überspannen, galten aber wegen ihrer Flexibilität als ungeeignet für Eisenbahnbrücken. Robert Stephenson dachte zunächst an eine gusseiserne Brücke mit zwei 134 m weiten Bögen und einer lichten Höhe von 30 m, die im Freivorbau errichtet werden sollte, um den Schiffsverkehr nicht zu stören. Es gab Bedenken hinsichtlich der Machbarkeit so großer Bögen aus Gusseisen, den Ausschlag aber gab die Admiralität, die eine lichte Höhe nicht nur in der Mitte, sondern auch dicht bei den Pfeilern verlangte. Dies ließ letztendlich nur eine Brücke mit einer Art flachem Balken zu, eine damals für diese Größe vollkommen unbekannte Bauform.
Stephenson hatte zunächst nur eine vage Idee von einer Brücke mit zwei großen runden oder ovalen Röhren aus schmiedeeisernen Blechen, durch die die Züge fahren sollten und die wohl wie bei einer Kettenbrücke von Ketten gehalten werden müssten. 1845 wandte er sich an William Fairbairn, der ihn über die Machbarkeit und die Art der Ausführung einer solchen Brücke beraten sollte. Fairbairn war aus prinzipiellen Erwägungen dagegen, eine von Natur aus flexible Konstruktion wie eine Hängebrücke mit einer auf Steifigkeit ausgelegten Konstruktion wie einer Brücke aus genieteten Eisenblechen miteinander zu verbinden, da sich die beiden Systeme nur gegenseitig schaden würden. Mit dem Einverständnis des Bauherrn wurden ab Dezember 1845 Modelle angefertigt sowie zahlreiche Experimente und Untersuchungen mit runden, elliptischen und rechteckigen Querschnitten durchgeführt und unterschiedliche Lösungen verschiedener Details diskutiert. Eaton Hodgkinson wurde hinzugezogen, der eine Reihe von Berechnungen zur Tragfähigkeit der Konstruktionen entwickelte. Die Experimente zeigten erstmals und zur Überraschung der Experten, dass Schmiedeeisen, anders als Gusseisen, längst nicht so großem Druck, dafür aber größeren Zugspannungen widersteht als damals erwartet wurde. Jedenfalls stellte sich ein Hohlkasten mit rechteckigem Querschnitt als die beste Lösung heraus. Anscheinend waren sich die Experten aber keineswegs immer einig. Fairbairn kündigte schließlich und behauptete in seiner ausführlichen Veröffentlichung, dass der Hohlkasten ohne Ketten allein auf ihn zurückgehe, was jedoch auf erstaunten Widerspruch stieß. Hodgkinson scheint bis zuletzt die Verwendung von Ketten befürwortet zu haben. Um kein Risiko einzugehen, entschied Stephenson daher, die Türme so hoch bauen zu lassen, dass notfalls Ketten auch noch nach der Montage der Hohlkästen eingefügt werden konnten.

#### Bauphase

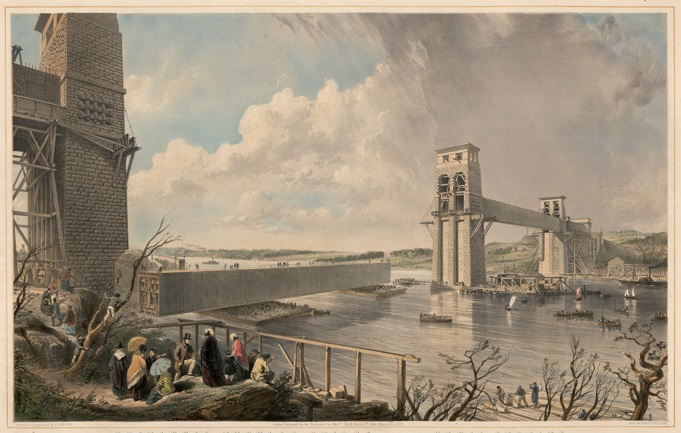
Einschwimmen einer der Hohlkästen; Lithographie von G. Hawkings, 1850

Im Mai 1846 – lange bevor das Design der Hohlkästen endgültig feststand – wurde mit den Vorbereitungsarbeiten und im September mit dem Bau der Fundamente auf dem Britannia Rock begonnen. Da man auf Spundwände verzichtete, konnte anfänglich nur bei Ebbe wenige Stunden gearbeitet werden, bis die steigende Flut mit bis zu 4 kn die begonnene Arbeit überspülte. Bei den Arbeiten wurden 26 Kabelkrane eingesetzt, die von drei Dampfmaschinen angetrieben wurden. Insgesamt dauerten die Mauerwerksarbeiten 2 Jahre und 9 Monate. Während dieser Zeit konnten an der von 1846 bis 1848 gebauten, von Stephenson nach dem gleichen System geplanten, aber wesentlich kleineren Conwy Railway Bridge wertvolle Erfahrungen gesammelt werden.
Die Hohlkästen wurden in einzelnen Abschnitten hergestellt, die den Öffnungen der Brücke entsprachen. Die kürzeren Hohlkästen über den Uferhängen wurden vor Ort auf Lehrgerüsten gebaut. Sie waren immer noch länger als alle damaligen Eisenbahnbrücken mit Ausnahme der Brücke in Conwy. Die stellenweise bis zu 30 m hohen Lehrgerüste stellten als solche schon beachtliche Bauwerke dar. Mit ausgedehnten Löschvorrichtungen begegnete man der großen Brandgefahr durch das Hantieren mit den rotglühenden Nieten. Tatsächlich entstanden drei kleine Brände, die aber schnell und problemlos gelöscht werden konnten.
Die vier Hohlkästen für die beiden Hauptöffnungen der Brücke maßen jeweils 144 m (472 ft) und waren damit 4 m (12 ft) länger als die lichte Weite zwischen den Pfeilern. Diese Länge wurde den Zeitgenossen durch einen Vergleich verdeutlicht: Stellte man die Kästen senkrecht neben St Paul’s Cathedral, würden sie deren Kreuz auf der Kuppel noch um 33 m überragen. In die Enden der langen Hohlkästen wurden drei gusseiserne Rahmen eingebaut. Der äußerste sollte den Kasten stabilisieren, wenn er nach der Herstellung auf zwei Steinböcken lagerte, die beiden anderen dienten als Befestigung für die Ketten, mit denen die Kästen in ihre endgültige Position in der Brücke gehoben wurden. Insgesamt wog jeder der langen Kästen rund 1.800 t.
Die Hohlkästen wurden am Ufer auf hölzernen Plattformen gebaut, die zwischen zwei Steinböcken angeordnet und leicht konkav nach oben gebogen waren. Nach der Fertigstellung eines Kastens wurde die Plattform unter ihm herausgeschlagen, damit er mit seinen Enden frei auf den Steinböcken liegen konnte. Dabei bog sich der Kasten unter seinem eigenen Gewicht so weit durch, dass sein Boden eine ebene Fläche bildete.
Das Einschwimmverfahren war an einem Modell erprobt worden, an dem die Verteilung der zahlreichen Leinen, Winschen und Seilbremsen festgelegt wurde, um die Pontons mit dem Hohlkasten langsam mit der Gezeitenströmung zu ihrem Platz zwischen den Pfeilern schwimmen zu lassen. Für das Einschwimmen hatte Stephenson einen erfahrenen Kapitän und einige Seeleute angeheuert. Insgesamt waren rund 650 Mann beteiligt, darunter 386 Seeleute aus Liverpool.
Zunächst wurde der Boden unter den fertigen Kästen entfernt, so dass acht Pontons unter jeden Kasten geschoben werden konnten. Die großen Ventile der Pontons wurden geöffnet, damit das Wasser der steigenden Flut in die Pontons laufen konnte und sie keinen Auftrieb erzeugten. Bei der letzten Ebbe vor dem Einschwimmen wurden die Ventile der Pontons wieder geschlossen. Die steigende Flut hob dann die Pontons samt dem Hohlkasten, bis er frei über den Steinböcken schwimmen konnte. Das eigentliche Einschwimmen begann 1 ½ Stunden vor Hochwasser. Die Pontons wurden in die noch mit 1,6 kn (knappe 3 km/h) laufende Strömung gezogen und von ihr zu dem vorgesehenen Platz zwischen den Pfeilerwänden gebracht. Die Steuerung des ungewöhnlichen Wasserfahrzeuges mit Seilen und Winschen lief dabei nach anfänglichen Zwischenfällen von Mal zu Mal routinierter ab. Auf der Höhe der Flut standen 15 Minuten zur Verfügung, um die Hohlkästen exakt zwischen den Pfeilern zu positionieren, bis sie bei beginnender Ebbe genau auf zwei Vorsprüngen am Fuß der Pfeiler abgesetzt werden konnten.
In den Pfeilerwänden waren vom Fuß bis zur Spitze durchgehende Nischen vorgesehen, die breit genug waren, um die Hohlkästen beim Hebevorgang in ihnen führen zu können. Auf den Pfeilern waren hydraulische Pressen installiert, die die Hohlkästen mit mehreren parallelen Ketten aus 2 m langen Augenstäben anhoben. Ähnlich wie bei einem Litzenheber hoben die Pressen die Augenstäbe jeweils um knapp 2 m. Anschließend wurden die Augenstäbe mit Klemmen festgehalten, während die Greifer der Pressen abgesenkt wurden, um einen neuen Hubvorgang zu beginnen. Während eines Hubvorgangs wurden laufend Balken in die Nischen eingefügt und die Nischen anschließend mit Mauerwerk verfüllt. Der Hohlkasten konnte deshalb bei einem Versagen der Hubvorrichtung nur wenige Zentimeter fallen, was gleich beim ersten Hubvorgang geschah, als der Zylinder einer Presse brach.
Nachdem die Hohlkästen an ihren Platz gehoben und die kleineren über den Ufern fertiggestellt waren, wurden ihre nicht immer in der gleichen Höhe liegenden Enden in einem komplexen Verfahren justiert und verbunden, so dass die Brücke schließlich aus zwei langen Hohlkästen mit einer Länge von 461,2 m (1513 ft) mit einem Gewicht von jeweils 5000 t bestand.
Der erste Niet für die Hohlkästen war am 10. August 1847 geschlagen worden. Im Juni 1849 wurde der erste Hohlkasten eingeschwommen. Der durch Reparaturarbeiten unterbrochene Hubvorgang war im Oktober 1849 beendet. Der zweite Hohlkasten wurde im Dezember 1849 ohne größere Zwischenfälle gehoben und war am 7. Januar 1850 an seinen endgültigen Platz.
Am 5. Februar 1850 kam es zu einem „orkanartigen Sturm“, bei dem „die Brücke die Solidität ihrer Konstruktion“ unter Beweis stellen konnte: Die „100 Fuß über der Meeresenge schwebenden ungeheuren Röhren von Eisenblech oscillierten kaum bemerkbar, die größte Abweichung seitwärts betrug nur dreiachtel Zoll“.

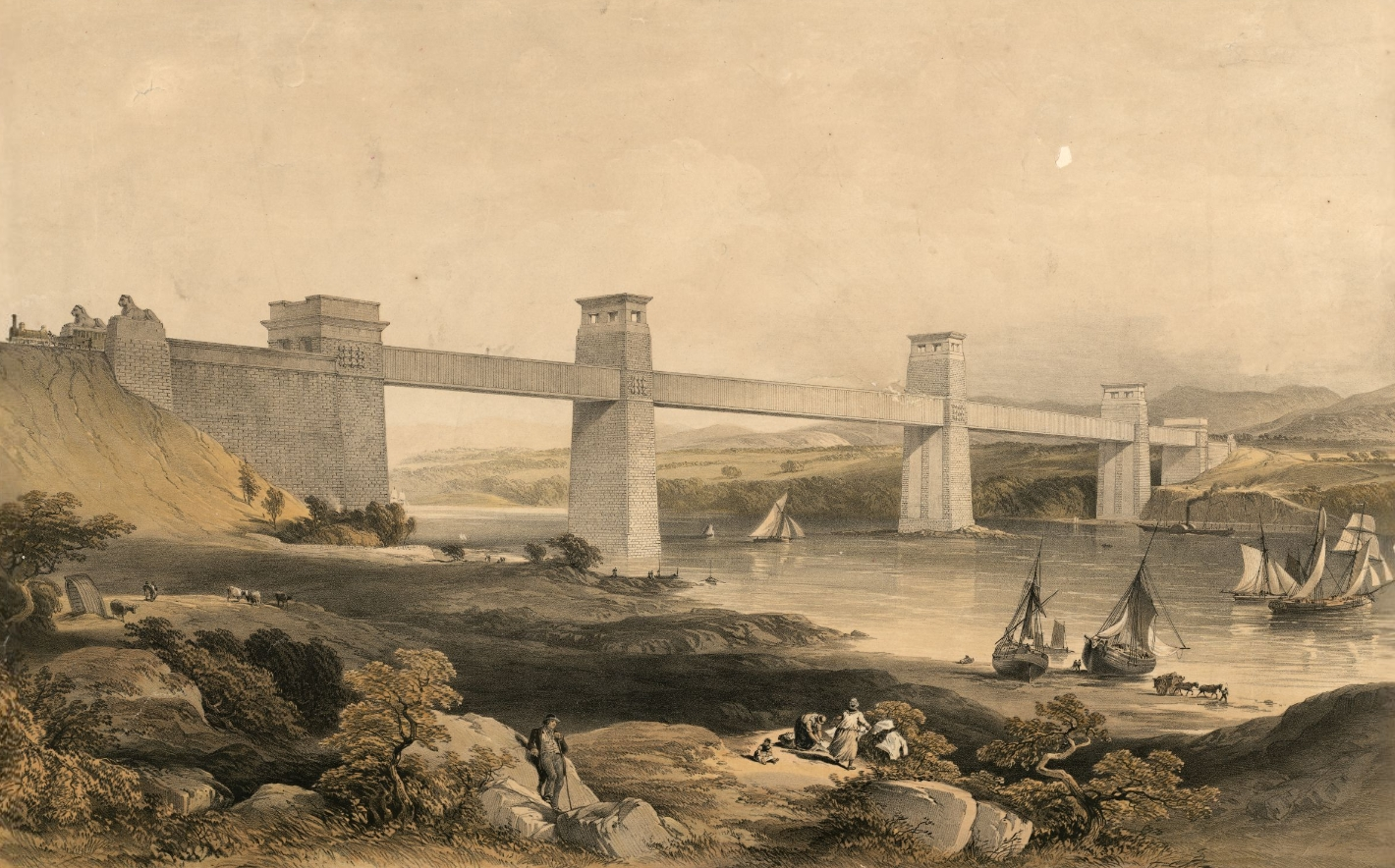
Die fertige Britanniabrücke. Lithographie von G. Hawkings, 1850

Am 5. März 1850 fuhren Stephenson und seine Mitarbeiter erstmals mit drei Lokomotiven über die Brücke. Am gleichen Tag fuhr ein 503 t wiegender Zug aus drei Lokomotiven, 45 Kohlewagen und mit 700 Personen besetzte Wagen über die Brücke. Nach weiteren Tests durch den Inspektor der Regierung wurde die noch eingleisige Brücke am 18. März 1850 für den öffentlichen Verkehr freigegeben.
Der dritte Hohlkasten wurde am 10. Juni eingeschwommen und schon am nächsten Tag in seine Position gehoben. Der vierte und letzte Hohlkasten folgte am 25. Juni 1850. Die endgültige Eröffnung fand im Oktober 1850 statt.
Die Brücke wurde mit Temperatur- und Ausdehnungsmessgeräten ausgestattet, die laufend die Messdaten aufzeichneten, die damals unerwartete Unterschiede zwischen den Temperaturen außerhalb und innerhalb des Hohlkastens sowie des Metalls selbst ergaben und das unterschiedliche Ausdehnungsverhalten darstellten, wenn die Sonne von einer Seite oder von oben oder gar nicht auf die Brücke schien. Die von Stürmen verursachten Durchbiegungen waren deutlich kleiner als erwartet.
An der Brücke waren 1500 Arbeiter tätig, davon 700 bei den Mauerwerks- und 800 bei den Eisenarbeiten. An der Baustelle gab es ein Camp für 500 Arbeiter mit ihren Familien, das mit Geschäften und einer Schule ausgestattet war und in dem ein Pfarrer und Sanitäter um das Wohl der Leute besorgt waren. In den vier Jahren gab es sieben tödliche Unfälle, eine damals als sehr gering angesehene Zahl. Die Toten wurden im nahegelegenen Friedhof von Llanfairpwllgwyngyll beigesetzt. Eine Inschriftentafel erinnert dort an sie.
Stephensons System der Hohlkastenbrücke wurde nur noch einmal bei der Pont Victoria in Montreal eingesetzt. Danach wurde es als zu teuer von anderen Bauweisen wie der Gitterträger- und der Fachwerkträgerbrücke abgelöst.

#### Denkmalschutz
1966 wurde Stephensons Britanniabrücke als Grade II building unter Denkmalschutz gestellt.

#### Zerstörung 1970
Am Abend des 23. Mai 1970 gingen zwei Jugendliche aus Neugier etwa zehn Meter in eine der Eisenbahnröhren hinein. Um in der Dunkelheit mehr sehen zu können, zündeten sie ein am Boden liegendes Blatt Papier an. Dessen Flamme setzte den Teeranstrich der Schwellen und der Metallkonstruktion in Brand, der leichte Zugwind in der Röhre fachte den Brand an, sodass schnell beide Röhren wie auch der überdachte Zwischenraum in Brand gesetzt wurden. Der Feuerwehr gelang es nicht, den Brand zu löschen. Die Hohlkastenkonstruktion musste aufgrund enormer Durchbiegungen abgebrochen werden. Die steinernen Pfeiler blieben intakt und wurden für die neue Britanniabrücke wiederverwendet.

### Sonstiges
In Westminster Abbey befindet sich im nördlichen Seitenschiff des Chors ein Glasfenster mit einem Medaillon von Stephensons Britanniabrücke.

## Der Neubau der Brücke (1971)
1971 wurde die Britanniabrücke nach den Plänen von Husband & Partners mit einem neuen Konzept von Cleveland Bridge & Engineering Co. erneuert. Die beiden Hauptöffnungen erhielten eine Stahlbogenkonstruktion mit einem an die Victoria Falls Bridge erinnernden Fachwerk über den drei tragenden Bogenrippen, die sich auf Betonverstärkungen der ursprünglichen Pfeilerfundamente abstützen. Die äußeren Öffnungen über den Uferhängen wurden als Balkenbrücke mit Vollwandträgern ausgeführt. Der erste Zug konnte die Brücke bereits 1971 wieder überqueren. Als zusätzliche Neuerung wurde über den Gleisen ein zweites Brückendeck gebaut, auf dem die A55 North Wales Expressway mit zwei Fahrspuren über die Brücke geführt wird. Dieses zweite Brückendeck wurde 1980 fertiggestellt.